# تانيا ستيفنز
تانيا ستيفنز (بالإنجليزية: Tanya Stephens)‏ هي مغنية جامايكية، ولدت في 2 يوليو 1973 في أبرشية سانت ماري ‏ في جامايكا.

## وصلات خارجية
- تانيا ستيفنز على موقع ميوزك برينز (الإنجليزية)
- تانيا ستيفنز على موقع أول ميوزيك (الإنجليزية)
- تانيا ستيفنز على موقع ديسكوغز (الإنجليزية)